# Barry Levinson
Barry Levinson (Baltimore, 6 april 1942) is een Amerikaanse regisseur, scenarist, acteur en filmproducent. Hij won in 1989  voor de film Rain Man (1988) een Oscar voor Beste Regie.

## Biografie

### Jeugd
Barry Levinson werd geboren in Baltimore in de Verenigde Staten. Hij was de zoon van Vi en Irvin Levinson. Hij studeerde af aan de universiteit van Washington. Vervolgens trok hij naar Los Angeles waar hij aan de slag ging als acteur en scenarist. Hij heeft een tijdje een appartement gedeeld met drugssmokkelaar George Jung.

### Carrière
Levinson begon met het schrijven voor televisieprogramma's zoals The Marty Feldman Comedy Machine, The Lohman and Barkley Show, The Tim Conway Show en The Carol Burnett Show. Op 13 december 1977 trouwde hij met scenariste Valerie Curtin. Samen schreven ze het scenario voor de film ...And Justice for All (1979). Deze film met Al Pacino in de hoofdrol leverde hen een Oscar-nominatie op in de categorie Beste Scenario. In 1982 zijn Curtin en Levinson gescheiden. In hetzelfde jaar maakte hij ook z'n debuut als regisseur. Hij regisseerde toen de film Diner, met onder meer Mickey Rourke, Kevin Bacon en Ellen Barkin. Een jaar later trouwde Levinson met Diana Rhodes, met wie hij tot op heden nog steeds getrouwd is.
Levinsons debuutfilm Diner (1982) speelde zich af in Baltimore, waar hij als jongen opgroeide. Ook de films Tin Men (1987), met Richard Dreyfuss en Danny DeVito in de hoofdrol, Avalon (1990), met onder meer een jonge Elijah Wood, en Liberty Heights (1999) spelen zich in deze stad af. Deze zogenaamde "Baltimore"-films, waarvoor Levinson zelf de scenario's schreef, geven een gedetailleerd tijdsbeeld van het Amerikaanse leven aan de Oostkust vanaf eind jaren veertig tot mid jaren zestig van de twintigste eeuw. Thema's in de films zijn bijvoorbeeld de opkomst van de televisie, de trek naar de voorsteden, het verwezenlijken van de Amerikaanse droom, de integratie van migrantengroepen en rassen en de consumptiemaatschappij.
Het grootste succes was de film Rain Man (1988). Deze film met Dustin Hoffman en Tom Cruise als hoofdrolspelers won vier Oscars. Levinson zelf won een Oscar in de categorie Beste Regisseur. Eerder had hij als regisseur ook al succes geboekt met de honkbalfilm The Natural (1984), met onder anderen Robert Redford. Verder werkte hij ook twee keer samen met acteur Robin Williams, die de hoofdrol speelde in Good Morning, Vietnam (1987) en Toys (1992). In 1991 regisseerde Levinson de alom geprezen misdaadfilm Bugsy met onder anderen Warren Beatty en Annette Bening. Het leverde hem meerdere nominaties op, maar amper prijzen.
In 1996 regisseerde Levinson de film Sleepers met onder anderen een jonge Brad Pitt, Kevin Bacon en Robert De Niro. Een jaar later verscheen De Niro opnieuw in een film van Levinson. Ditmaal speelde hij aan de zijde van Dustin Hoffman in de film Wag the Dog (1997). In 2008 speelde De Niro de hoofdrol in de komische film What Just Happened? van Levinson.
Naast een carrière als regisseur en scenarist is Levinson ook filmproducent. Levinson was voornamelijk een producent van zijn eigen films, maar hij was ook producent van andere bekende films zoals Donnie Brasco (1997), The Perfect Storm (2000) en de televisieserie Oz (1997-2003). Samen met Tom Fontana heeft hij een productiebedrijf, genaamd The Levinson/Fontana Company.

## Filmografie
- 1982: Diner
- 1984: The Natural
- 1985: Young Sherlock Holmes
- 1987: Tin Men
- 1987: Good Morning, Vietnam
- 1988: Rain Man
- 1990: Avalon
- 1991: Bugsy
- 1992: Toys
- 1994: Jimmy Hollywood
- 1994: Disclosure
- 1996: Sleepers
- 1997: Wag the Dog
- 1998: Sphere
- 1999: Liberty Heights
- 2000: An Everlasting Piece
- 2001: Bandits
- 2004: Envy
- 2006: Man of the Year
- 2008: What Just Happened?
- 2010: You Don't Know Jack
- 2012: The Bay
- 2014: The Humbling
- 2015: Rock the Kasbah
- 2017: The Wizard of Lies
- 2018: Paterno
- 2021: The Survivor
- 2025: The Alto Knights

## Oscars

### Gewonnen
- Rain Man (1988) - Beste regie

### Genomineerd
- ...And Justice for All (1979) - Beste oorspronkelijke scenario
- Diner (1982) - Beste oorspronkelijke scenario
- Avalon (1990) - Beste oorspronkelijke scenario
- Bugsy (1991) - Beste film
- Bugsy (1991) - Beste regie